# トゥラシー・ラール・アマーティヤ

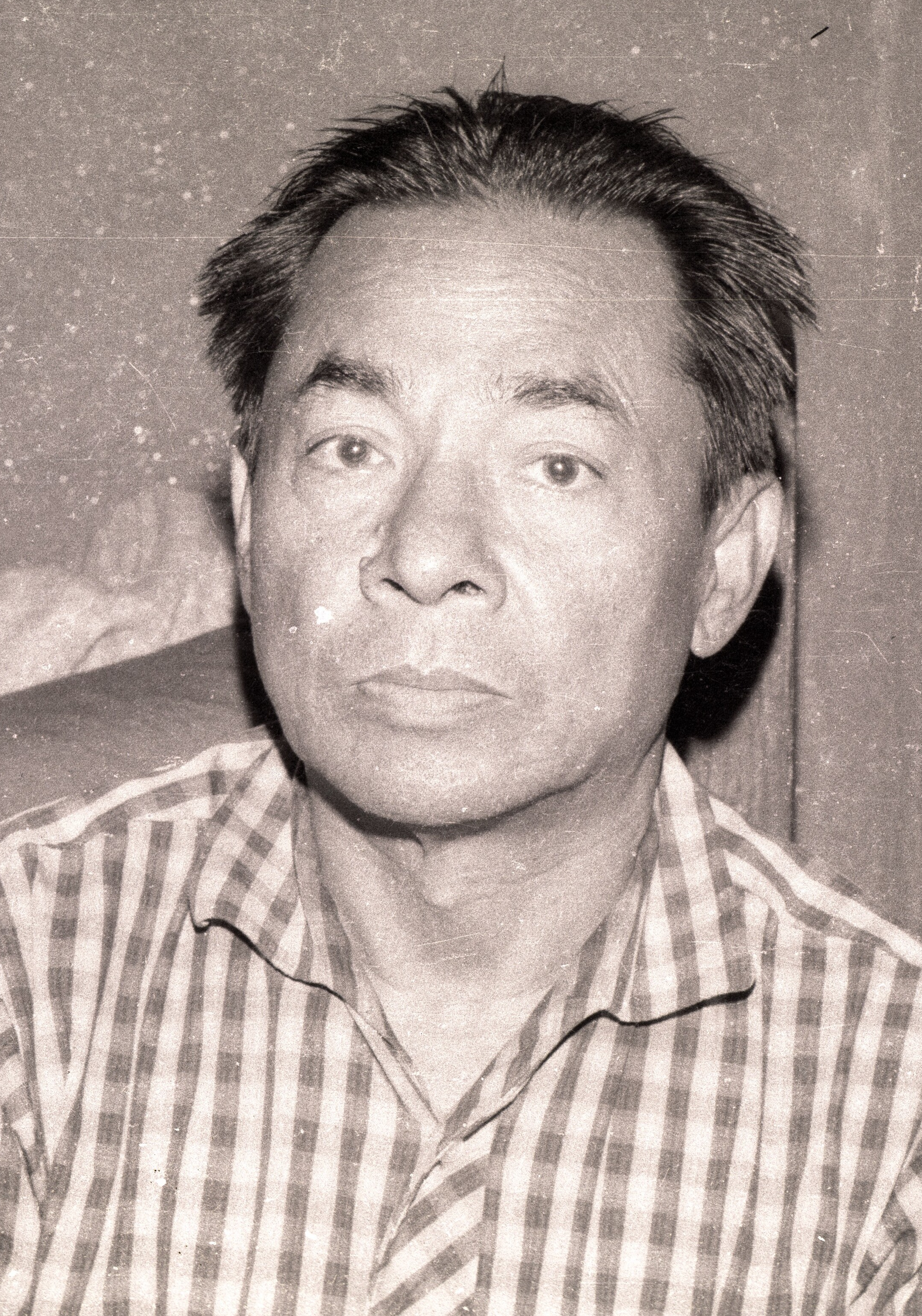
トゥラシー・ラール・アマーティヤ

トゥラシー・ラール・アマーティヤ（ネパール語:तुलसीलाल अमात्य、Tulsi Lal Amatya、1916年5月 - 1997年8月1日）は、ネパールの政治家。

## 生涯
1957年に就任したネパール共産党第3代総書記・ケーシャル・ジャンガ・ラヤマジは1960年のマヘンドラ国王のクーデターを支持したり、政党が禁止され、共産党が弾圧されても国王の政治に対する一定の信頼を表明するなど、共産党員としては奇矯な言動が多かった。
1962年4月、アマーティヤら、党の一部はインドのヴァーラーナシーで「第3回党大会」を一方的に開催した。大会でアマーティヤを総書記に選び、国民民主革命路線を提唱し、ラヤマジの除名を議決した。しかし、中央委員会を牛耳っていたラヤマジのグループはこの大会を無効とした。こうして、ネパール共産党は親国王的なラヤマジ派と急進的なアマーティヤ派の二つに分裂する。
アマーティヤ派は党の統一を維持するため、アマーティヤとネパール共産党初代総書記であったプシュパ・ラール・シュレシュタとの二頭体制で党を指導した。親ソ派のラヤマジは除名された。しかし、ラヤマジ派も「ネパール共産党」の呼称を使い続けた。
アマーティヤとプシュパ・ラールの間にも路線対立があった。アマーティヤは「国民民主主義」の理念を好み、プシュパ・ラールは「人民民主主義」の理念を好んだ。1963年から、二人は別の道を歩み始め、1968年にはプシュパラールはインドのゴーラクプルで独立の党大会を開いた。これにより、党は分裂し、プシュパ・ラールは総書記に就任した。党の指導部の過半数はプシュパ・ラールの分派の方についていった。これが「ネパール共産党プシュパラール派」である。
1971年入獄していたネパール共産党のリーダー（マン・モハン・アディカリ、シャンブー・ラーム・シュレシュタ、モハン・ビクラム・シンハ）が釈放された。彼らは中核グループを形成し、プシュパ・ラールのグループと合同しようとした。これは不可能だとわかり、中核グループは新しい党に道を譲った。アディカリは独自の党「ネパール共産党マンモハン派」を結成した。この党はインド共産党マルクス主義派と親密な関係を持った。シンハのグループは「ネパール共産党第四会議派」として知られるようになった。
1990年の民主化運動（ジャナ・アンドラン）のとき、アマーティヤは統一左翼戦線の名誉議長だったが、ネパール共産党マルクス･レーニン主義派がデモのスタート地点を秘密裏に変更して伝えなかったために、一人で赤い党旗を持って行進し、逮捕された。見ていた群集からは拍手が起こったという。（小倉清子「王国を揺るがした60日」亜紀書房）
アマーティヤ派の共産党は多くの地下共産党の一つとして、その存在感を失っていった。
紆余曲折を経て、1994年アマーティヤはネパール共産党統一マルクス・レーニン主義派（通称・ネパール統一共産党）に入党した。